# John H. Watson
Dr. John H. Watson is een personage uit de verhalen van de detective Sherlock Holmes en bedacht door Arthur Conan Doyle. Watson is de rechterhand en vriend van Holmes, en lange tijd diens kamergenoot in hun appartement aan de Baker Street.

## Watsons rol in de verhalen
Watson is de verteller van de meeste verhalen geschreven door Doyle, met de overbekende detective Sherlock Holmes in de hoofdrol. Hij zou zijn hulpje zijn en een groot deel van zijn avonturen met alle discretie boekstaven en uitgeven. Zelf heeft hij (bijna) geen rol in het oplossen van de raadselen waar zijn vriend zo vaak voorstond. Wel zegt Holmes dat het voor hem handig kan zijn een hulpje te hebben die niet op hetzelfde intellectuele niveau verkeert als hijzelf, zodat hij al zijn theorieën op hem los kan laten. Watson kan in alle opzichten middelmatig worden genoemd. Hij was niet volledig ontdaan van intelligentie, maar die viel in het niet vergeleken met het brein van de hoofdpersoon.
Lezers van de Holmes-verhalen zullen zich makkelijker herkennen in de simpele Watson dan in de gecompliceerde geest van Sherlock zelf. Bovendien snapt Watson vaak net als de lezer niet veel van Holmes' redenaties. Hij heeft daarom net als de lezer altijd nadere uitleg nodig en stelt dezelfde vragen die de lezer zich doorgaans ook afvraagt.
Watson was bij veel avonturen betrokken en heeft ze, met goedvinden van de held zelf, "opgeschreven". Vier Holmes-verhalen werden niet door Watson geschreven, maar door de detective zelf of een alwetende verteller.

## Watsons leven
Watson had een opleiding genoten als legerarts en diende in Afghanistan, vanwaar hij door toedoen van een oorlogswond naar Londen werd gerepatrieerd. Hier liep hij met zijn ziel onder de arm, maar een vriend van hem bracht hem in contact met Sherlock Holmes, met wie hij een kamer (Baker Street 221b) zou gaan huren. Holmes bleek raadgevend detective te zijn en Watson kreeg een nauwe band met hem. Hij zou hem jaren gaan helpen bij zijn operaties, doch hield hij er zelf nog een artsenpraktijk op na.
Hij is meerdere malen getrouwd geweest. Zijn vrouw (Mary Morstan) is overleden, over het lot van de anderen wordt in de saga niet gerept. Ten tijde van zijn huwelijk woonde hij met zijn vrouw apart van Holmes, bij zijn praktijk. In deze periode maakt hij het werk van Holmes vooral mee door hem regelmatig te bezoeken of wanneer Holmes hem plotseling in een zaak betrekt. Na zijn huwelijken trok hij weer bij de briljante detective in.
Watson (of eigenlijk natuurlijk Doyle) is een begenadigd verteller en weet de aandacht van de lezer van begin tot einde vast te houden door gebruik te maken van tot de verbeelding sprekende details en mooie plots. Holmes zelf apprecieerde eerder een meer wetenschappelijke manier van vertellen en viel Watson vaak af om zijn commerciële manier van schrijven. Toch was zijn vertelmethode prettiger voor de lezer dan die van Holmes.

## Rol in andere media
Daar Watson min of meer onlosmakelijk verbonden is met Holmes, komt hij in vrijwel elke film, televisieserie of toneelstuk over Sherlock Holmes voor. Een van de acteurs die het bekendst is geworden als Watson is Nigel Bruce, die het personage in 14 films speelde naast Basil Rathbone als Holmes. Wat opvalt is dat Watson in veel verfilmingen vaak wordt gebruikt als vrolijke noot van het verhaal. Hij is in deze films dan ook duidelijk minder competent en een stuk onhandiger dan in de boeken. 
In 2009 en 2011 is Sherlock Holmes verfilmd door Warner Bros, in deze films neemt Jude Law de rol van Watson op zich. In de Netflix-film Enola Holmes 2 uit 2022 wordt de rol vertolkt door Himesh Patel.
Recent heeft de BBC een hedendaagse versie ontwikkeld van de verhalen van Sherlock Holmes, waarin Watson wordt gespeeld door Martin Freeman, naast Benedict Cumberbatch als Holmes. Ook deze versie van Watson heeft in Afghanistan gevochten. De zaken van Sherlock worden door hem in een online blog gepubliceerd.
In de animatiefilm van Disney genaamd The Great Mouse Detective uit 1986 imiteert het personage Dr. David Q. Dawson (ingesproken door Val Bettin), de echte John H. Watson (te zien via een silhouet, ingesproken door Laurie Main).